# Wereldkampioenschappen boogschieten 2017
De wereldkampioenschappen boogschieten 2017 waren door de Fédération Internationale de Tir à l'Arc (FITA) georganiseerde kampioenschappen voor boogschutters. De 49e editie van de wereldkampioenschappen vond plaats in de Mexicaanse hoofdstad Mexico-Stad van 15 tot en met 22 oktober 2017.

## Medailles

### Recurve
| Onderdeel             | Goud | Goud                                           | Zilver | Zilver                                               | Brons | Brons                                  |
| --------------------- | ---- | ---------------------------------------------- | ------ | ---------------------------------------------------- | ----- | -------------------------------------- |
| Mannen (individueel)  | KOR  | Im Dong-hyun                                   | TPE    | Wei Chun-heng                                        | NED   | Steve Wijler                           |
| Mannen (team)         | ITA  | Marco Galiazzo David Pasqualucci Mauro Nespoli | FRA    | Thomas Chirault Pierre Plihon Jean-Charles Valladont | KOR   | Im Dong-hyun Kim Woo-jin Oh Jin-hyek   |
| Vrouwen (individueel) | RUS  | Ksenia Perova                                  | KOR    | Chang Hye-jin                                        | TPE   | Tan Ya-ting                            |
| Vrouwen (team)        | KOR  | Chang Hye-jin Choi Mi-sun Kang Chae-young      | MEX    | Mariana Avitia Aída Román Alejandra Valencia         | TPE   | Lin Shih-chia Lin Yu-hsuan Tan Ya-ting |
| Gemengd team          | KOR  | Im Dong-hyun Kang Chae-young                   | GER    | Florian Unruh Lisa Unruh                             | GBR   | Naomi Folkard Patrick Huston           |

### Compound
| Onderdeel             | Goud | Goud                                          | Zilver | Zilver                                             | Brons | Brons                                               |
| --------------------- | ---- | --------------------------------------------- | ------ | -------------------------------------------------- | ----- | --------------------------------------------------- |
| Mannen (individueel)  | FRA  | Sebastien Peineau                             | DEN    | Stephan Hansen                                     | USA   | Braden Gellenthien                                  |
| Mannen (team)         | USA  | Steve Anderson Braden Gellenthien Kris Schaff | ITA    | Sergio Pagni Federico Pagnoni Alberto Simonelli    | COL   | Sebastian Arenas Camilo Andres Cardona Daniel Muñoz |
| Vrouwen (individueel) | KOR  | Song Yun-soo                                  | TUR    | Yeşim Bostan                                       | GER   | Kristina Heigenhauser                               |
| Vrouwen (team)        | COL  | Sara López Alejandra Usquiano Nora Valdez     | IND    | Trisha Deb Lily Chanu Paonam Jyothi Surekha Vennam | KOR   | Choi Bo-min So Chae-won Song Yun-soo                |
| Gemengd team          | KOR  | Kim Jong-ho Song Yun-soo                      | GER    | Kristina Heigenhauser Marcel Trachsel              | ITA   | Irene Franchini Sergio Pagni                        |

### Medaillespiegel
| Plaats | Land                | Goud | Zilver | Brons | Totaal |
| 1      | Zuid-Korea          | 5    | 1      | 2     | 8      |
| 2      | Italië              | 1    | 1      | 1     | 3      |
| 3      | Frankrijk           | 1    | 1      | 0     | 2      |
| 4      | Colombia            | 1    | 0      | 1     | 2      |
| 4      | Verenigde Staten    | 1    | 0      | 1     | 2      |
| 6      | Rusland             | 1    | 0      | 0     | 1      |
| 7      | Duitsland           | 0    | 2      | 1     | 3      |
| 8      | Chinees Taipei      | 0    | 1      | 2     | 3      |
| 9      | Denemarken          | 0    | 1      | 0     | 1      |
| 9      | India               | 0    | 1      | 0     | 1      |
| 9      | Mexico              | 0    | 1      | 0     | 1      |
| 9      | Turkije             | 0    | 1      | 0     | 1      |
| 13     | Nederland           | 0    | 0      | 1     | 1      |
| 13     | Verenigd Koninkrijk | 0    | 0      | 1     | 1      |
| Totaal | Totaal              | 10   | 10     | 10    | 30     |